# Tassilo III. Bavorský
Blahoslavený Tassilo III. (asi 741–796?) byl poslední bavorský vévoda z rodu Agilolfingů, vládnoucí mezi léty 748 až 788. Katolickou církví je ctěn jako blahoslavený, jeho svátek je slaven 11. prosince.

## Životopis

### Život a vláda

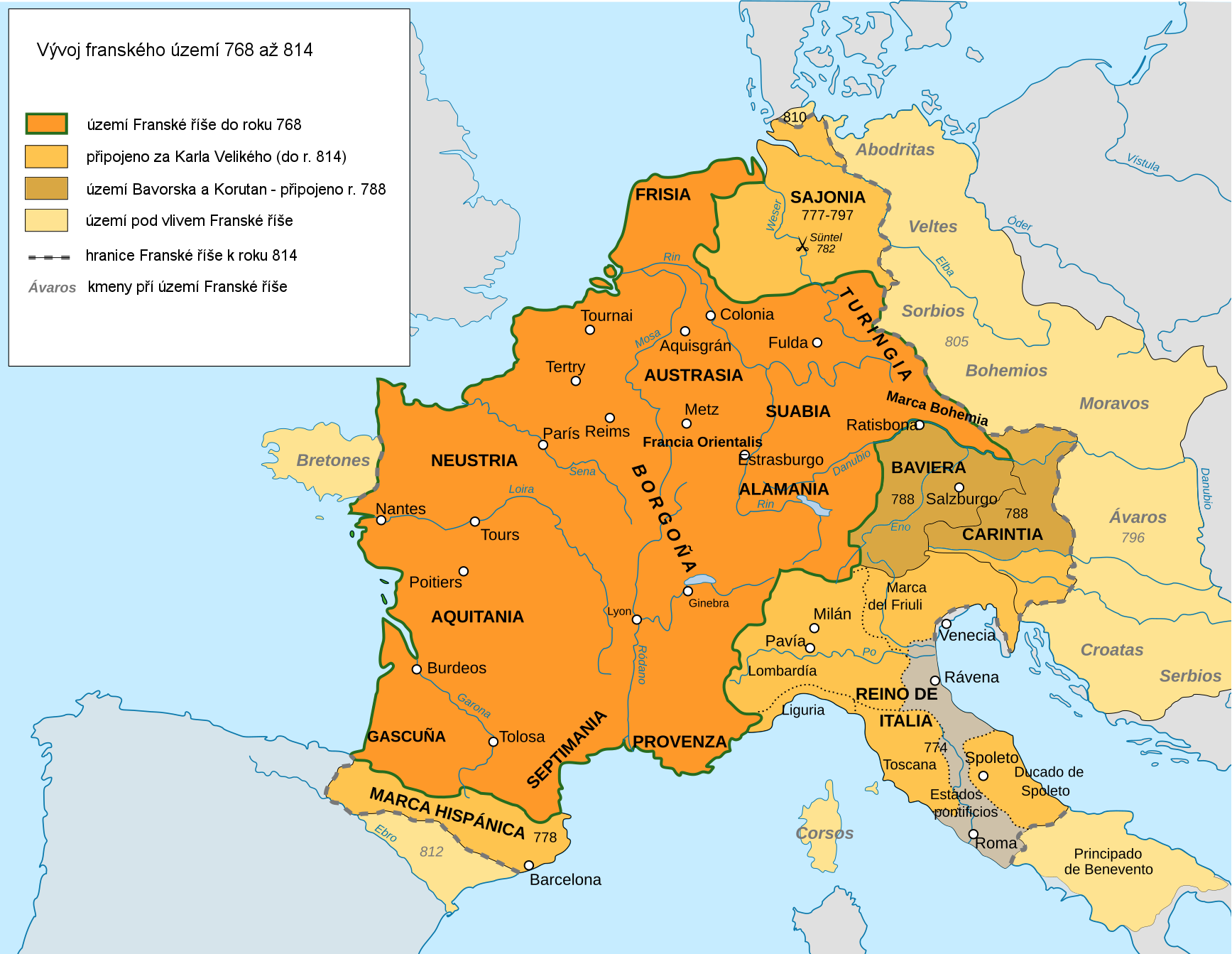
Franská říše v letech 768 až 814 s vyznačením území Bavorska

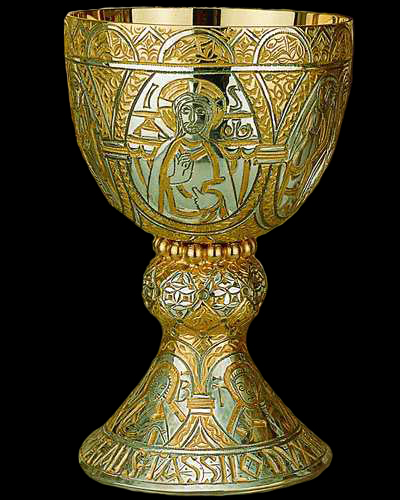
Tassilův kalich zhotovený ku příležitosti jeho sňatku s Luitbergou

Tassilo se stal vévodou ještě v jinošském věku. Již po smrti svého otce Odila roku 748 musel bojovat o svůj stolec se synem Karla Martela Grifem, tedy svým nevlastní strýcem, jemuž však po matce Swanachildě kolovala v žilách krev Agilolfingů. Ten vévodství obsadil v letech 748 až 749. Situaci zvrátil Grifův poloviční bratr a druhý strýc, merovejský majordomus a později první král Franků z dynastie Karlovců, Pipin III. Krátký († 768). Ten pak společně s jeho matkou Hiltrudou (* 715; † 754), sestrou Pipina, převzal poručnickou vládu nad Bavorskem do Tassilovy plnoletosti.
V roce 757 složil bavorský vévoda v Compiegne lenní slib Pipinovi a jeho synům Karlovi a Karlomanovi, čímž se ujal fakticky vlády. Tento slib věrnosti musel během své vlády složit ještě několikrát
V roce 763 zanevřel na své vojenské povinnosti k Pipinovi a nepřidal se k jeho tažení do Akvitánie, údajně opustil bez dovolení krále svůj tábor v Nevers, tedy akt rovnající se dezerci, což bylo později použito jeho synem Karlem Velikým k obsazení Bavorska a ke svržení Tassila. Tassilo tak mohl jednat i z popudu svého tchána a langobardského krále Desideria, s jehož dcerou Liutbergou se téhož roku oženil. Vzájemná rivalita obou království byla dlouhodobá a Desiderius se tak mohl pokusit oslabit svého franského protivníka. Sňatkem se bavorské vévodství rozšířilo o Bolzano a Merano, tedy území, které dostala Liutberga věnem.
I když bylo Bavorsko formálně vazalským územím Franské říše, pokoušeli se agilolfingští vévodové o samostatnou politiku v mezích únosnosti, kterou však občas překročili. Vojenský zásah a porážku pocítil už otec Tassila III. Odilo roku 743.
Dalším zdrojem napětí bylo vygradování vzájemně špatných vztahů mezi papežskou kurií a Langobardským královstvím, kdy papežové se tradičně (i oprávněně) obávali územní rozpínavosti těchto králů, kteří se benevolentně stavěli k ariánství, pokud jimi sami nebyli. Tradiční spojenectví mezi papeži a Franskou říší se utužilo po nástupu karolínské dynastie na franský trůn a jejich vojenským zásahem do Itálie roku 756. Za této situace byl sňatek mezi langobardskou princeznou a Tassilem III. Desideriovým politickým tahem, jak rozštěpit nebezpečnou franskou moc.
K nelibosti papeže došlo po smrti krále Pipina k dalšímu oslabení tradičního spojení svatého stolce a Franků, kdy si královna - vdova Bertrada (†783) prosadila roku 770 sňatek dcery Desideria a Karla Velikého. Když však následujícího roku zemřel jeho bratr Karloman, Karel langobardskou manželku zapudil a jeho bavorský bratranec Tassilo musel vzít na vědomí fakt, že roku 774 Karel Veliký obsadil Langobardské království a on tak ztratil potenciálního spojence ve své snaze o více samostatnou autonomní politiku.
Jeho činy z předešlých let tomu naznačovaly. Pokračoval v církevní reformě zavedené již jeho otcem Odilem, který ve spolupráci s apoštolským legátem a světícím biskupem Winfriedem (později známého jako svatý Bonifác) přeorganizoval místní církev po franském vzoru na úkor dosavadních irských křesťanských praktik. Nechal založit klášter v Kremsmünsteru.
Za jeho politickým úspěchem bylo i pokřtění a pomazání jeho syna Theoda roku 772 samotným papežem Hadrianem (což byla výsada králů), který takto sledoval vlastní zájmy a na rozdíl od svého předchůdce Štěpána III. razil jasně protilangobardskou politiku a Tassila se tak snažil udržet ve fransko-papežské koalici.
Téhož roku zaznamenal Tassilo III. další úspěch, tentokrát vojenský, když porazil pohanské vzepětí v Korutanech, kdy toto území připojil k Bavorskému vévodství již jeho otec Odilo roku 743 ve snaze chránit místní křeťanské Slovany před výpady Avarů a ti s vazalstvím údajně souhlasili.
Roku 778 se bavorské vojenské oddíly podíleli na franském tažení za Pyreneje.

### Konec bavorského vévodství
První neshody mezi Tassilem a jeho franským bratrancem Karlem se projevily roku 781. Tassilo musel tehdy ve Wormsu potvrdit svoje závazky vůči Franskému království.
Vážnější situace nastala roku 787, kdy franská vojska přitáhla na hranice Bavorského vévodství k řece Lechu a Tassilo zde musel odevzdat své vévodství do rukou Karla Velikého. Zpět mu bylo vévodství uděleno až po jasně formulovaném vazalském slibu a předání jeho syna Theoda, kterého roku 777 učinil spoluvládcem, jako rukojmího franskému bratranci. Samotný akt vazalství byl mnohem závaznější než předchozí slib věrnosti franskému panovníkovi.
Avšak dovršení likvidace Agilolfingů na bavorském trůnu se konalo až následujícího roku v Ingelheimu, kde byl předvolaný vévoda obviněn ze spolčení s Avary, odzbrojen, zatčen, zbaven vévodství a uvržen do kláštera, kde mu byla vystříhána tonzura. Stejně se tak stalo i oběma jeho synům, dcery skončily jako jeptišky v klášteře v Chelles pod dohledem Gisely, sestry Karla Velikého. Podobně dopadla i jeho manželka Liutperga, které pak profranští kronikáři přisoudili roli špatné našeptávačky a původce všeho zla pro její langobardský původ.
Odstranění bavorského vládnoucího rodu proběhlo bez závažnějších protestů místní šlechty i duchovenstva, ať už jim byl osud vévody a jeho rodiny lhostejný, či se báli protestovat, případně v tomto aktu hledali vlastní prospěch (potvrzení úřadů, pozemkového držení a pod.). Svoji roli v tom mohl sehrát i fakt, že správcem Bavorska se stal Gerold, bratr zesnulé franské královny Hildegardy a švagr Karla Velikého, který pocházel z alamanské větve agilolfinské dynastie.
Dřívější vévoda Tassilo III., odsouzený i s rodinou ke klášterní smrti, posloužil franskému králi ještě jednou. Ani veškerá vévodova provinění - údajná i faktická - nedávala franskému králi právo odebrat (z právního hlediska) tento úřad jeho mužským dědicům, kteří se ničím neprovinili. Karel tak na frankfurtské synodě roku 794 tuto chybu napravil a zinscenoval akt pokání za účasti samotného Tassila, který se zřekl veškerých práv na bavorské statky i jmění (tedy i toho, které bylo v osobním vlastnictví) i titulu nejen pro sebe, ale i své potomky a žádal krále o odpuštění, který tak velkoryse učinil ...
Tassilo zemřel 11. prosince (což je i jeho svátek v křesťanském kalendáři), nejistého roku, mezi r. 794 až 796, pravděpodobně v lorschském klášteře.

### Rodina
Tassilo měl s langobardskou manželkou syna Theoda (* 772) a mladšího Theudeberta, dvě dcery neznámého jména. Datum jejich smrti není znám, dožili jako zajatci v klášteře.